# نیکلای ملینتسکی
نیکلای ملینتسکی (روسی: Николай Мельницкий؛ ۹ مهٔ ۱۸۸۷ – ۷ نوامبر ۱۹۶۵) ورزشکار بود.
وی در مسابقات کشوری و بین‌المللی در مجموع برندهٔ ۱ مدال نقره شده‌است.